# Marco Morabito
Marco Morabito é um produtor de cinema e montador italiano. Conhecido por Io sono l'amore e A Bigger Splash, foi indicado ao Oscar de melhor filme na edição de 2018 pela realização da obra Call Me by Your Name.